# Alexandre-Gabriel Decamps

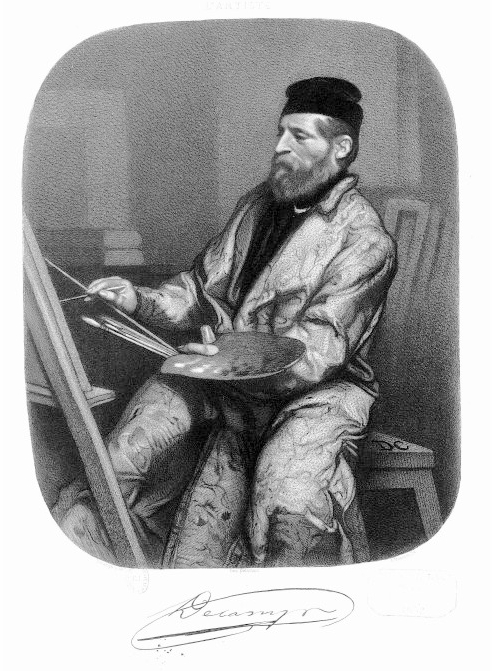
Alexandre-Gabriel Decamps, självporträtt.

Alexandre Gabriel Decamps, född den 3 mars 1803 i Paris, död den 22 augusti 1860, var en fransk målare.
Decamps började sina studier hos akademikern Abel de Pujol och utbildade sig inom kort till en skicklig och mångsidig konstnär, som intog en självständig plats mellan klassicister och romantiker. Färgens verkan var för honom huvudsaken, och hans förmåga som kolorist fick sin näring och utveckling genom en resa (1827-28) till Konstantinopel och Mindre Asien. 
Från dessa trakters soluppfyllda luft hemförde han minnen, vilka han sedan översatte i färgstarka och livliga målningar: Nattvakten i Smyrna, Barn, som leker med en sköldpadda, Den turkiska byskolan, Josef säljs av sina bröder, Eleasar och Rebecka, den storslagna ökenstämningen Vadstället med flera. Genom dessa och andra dylika arbeten blev han den förste, som införde orientaliska ämnen i den franska konsten, i vilken de sedan spelat en stor roll. 
Därjämte ägnade han en livlig uppmärksamhet åt djurens liv, åstadkom utmärkta häst- och hundstudier och även satiriska djurframställningar, såsom Konstförståndiga apor med flera. Som krigsmålare försökte han sig med den ganska egendomliga bataljbilden Cimbrernas nederlag (1843, Louvren). Från hans sista skede är flera landskapsstämningar från Fontainebleau, dit han flyttade 1855. Han omkom genom olyckshändelse på en jakt där. Förträffligt representerad i Louvren av ett 20-tal målningar, de flesta tillhörande Thomy Thierys donation.